# Antonio Jacopo Venier
Antonio Jacopo Venier (Recanati, 1422 – Recanati, 3 agosto 1479) è stato un cardinale e vescovo cattolico italiano.

## Biografia
Quando il 7 maggio 1473 il recanatese Jacopo Antonio Venieri veniva innalzato da Papa Sisto IV alla dignità cardinalizia, non pochi esponenti della curia romana manifestarono il loro disappunto, poiché il carattere intrepido ed autoritario del neo porporato già lo aveva reso sgradevole a molti; era a tutti noto inoltre che il Venieri amava circondarsi di un lusso principesco e conduceva una vita assai dispendiosa, resa possibile dall'appoggio del re di Spagna che non mancava di ricompensarlo per i suoi servigi con laute elargizioni.
Nato nel 1422 a Recanati da Antonio e da Criseide Condulmeri, discendente da una nobile famiglia di origine veneziana che aveva dimora a Montevolpino, il Venieri, dopo essersi dedicato alla vita militare, si era distinto ben presto fra i prelati romani per la sua erudizione e la sua profonda dottrina, attestate anche da una lettera a lui diretta dal Filelfo; Pio II, che ne apprezzava le doti di abile diplomatico pronto a servire gli interessi della Santa Sede, lo inviò come nunzio presso il re di Spagna nel 1460 con l'incarico di raccogliere i fondi per armare quella crociata contro i Turchi che il pontefice senese, scomparso nel 1464, non poté mai veder realizzata.
Durante questo soggiorno spagnolo, il Venieri seppe conquistarsi la stima del sovrano che lo nominò suo ambasciatore presso il nuovo pontefice, Paolo II; la carica comportava, oltreché un grande prestigio personale, anche notevoli vantaggi economici.
Nella Roma del tempo, prima con Paolo II poi dal 1471 con Sisto IV andava sviluppandosi un intenso mecenatismo artistico che faceva convergere nell'Urbe artisti da tutte le regioni d'Italia; soprattutto gli architetti, i pittori e gli scultori toscani, insieme con umbri ed emiliani, trovarono molte occasioni di lavoro. A questo fervore di iniziative non rimase insensibile il Venieri che, appena elevato alla porpora, volle dare inizio a Recanati alla costruzione di una nuova residenza conveniente al suo rango, avvalendosi egli pure di un architetto toscano, Giuliano da Maiano.
Nel contempo faceva eseguire importanti lavori di restauro nella chiesa romana di San Clemente della quale era titolare, dopo esserlo stato della chiesa dei santi Vito e Modesto.
Nel 1479, giunto a Recanati per seguire i lavori del suo palazzo, il Venieri si spegneva improvvisamente il 3 agosto; la sua salma, trasportata a Roma, veniva tumulata nella basilica di San Clemente in un monumento marmoreo riferibile ad un artista toscano seguace di Mino da Fiesole. Si favoleggiò a lungo circa la consistenza dell'eredità lasciata dal ricchissimo porporato; il Cardella la fissa con certezza a ventimila scudi fra denari, beni mobili ed immobili, una fortuna davvero ragguardevole per quei tempi.

## Genealogia episcopale e successione apostolica
La genealogia episcopale è:
- Cardinale Guillaume d'Estouteville, O.S.B.Clun.
- Cardinale Antonio Jacopo Venier

La successione apostolica è:
- Vescovo Alfonso de Fonseca (1470)

## Fonti
- Soria Palazzo Venieri Recanati Proff. A.Papetti